# オルトローナ・ディ・サン・マメッテ
オルトローナ・ディ・サン・マメッテ（伊: Oltrona di San Mamette）は、イタリア共和国ロンバルディア州コモ県にある、人口約2,400人の基礎自治体（コムーネ）。

## 地理

### 位置・広がり
コモ県南西部のコムーネ。県都コモから南西へ11kmの距離にある。

#### 隣接コムーネ
隣接するコムーネは以下の通り。
- アッピアーノ・ジェンティーレ
- ベレガッツォ・コン・フィリアーロ
- ルラーテ・カッチーヴィオ
- オルジャーテ・コマスコ

### 地震分類
イタリアの地震リスク階級 (it) では、4 に分類される
。